# 2MASS J08295707+2655099
2MASS J08295707+2655099 ist ein 25 Parsec von der Erde entfernter Brauner Zwerg im Sternbild Krebs. Er wurde 2000 von J. Davy Kirkpatrick et al. entdeckt. Er gehört der Spektralklasse L6,5 an.